# Ленински район (Крим)
Ленински район се намира в западната част на Крим. Административен център е град Ленино.
Има площ 2919 км² и население 69 629 души (2001).

### Етнически състав
(2001)
- 54,8% – руснаци
- 29,2% – кримски татари
- 15,5% – украинци
- 1,3% – беларуси
- 0,3% – молдовци